# Classics (Hochschuldisziplin)
Classics oder classical studies steht im englischen Sprachraum für das Studium der klassischen Antike, also der klassischen griechischen und römischen Kultur in ihren originalen Sprachen Latein und Altgriechisch. Dazu gehören griechisch-römische Philologie, Alte Geschichte, Klassische Archäologie, antike Philosophie und weitere Disziplinen wie antike Epigraphik, Numismatik etc.
Auf dem europäischen Festland gibt es diese fächerverbindende institutionalisierte Zusammenfassung an den Hochschulen nicht, sondern die Einzelbereiche der Klassische Altertumswissenschaft sind stärker voneinander getrennt und werden zumeist jeweils der Philologie, Geschichte, Archäologie etc. auch organisatorisch zugerechnet: Ein Althistorisches Seminar/Institut bzw. ein entsprechender Lehrstuhl besteht hier neben dem für Altphilologie oder für die ganze Philosophie.
Im britischen höheren Schulwesen begann neben dem damals selbstverständlichen Lateinunterricht im späten 18. Jahrhundert der Griechischunterricht. Der Dichter Walter Savage Landor beanspruchte, der erste englische Schuljunge gewesen zu sein, der auf Griechisch schreiben musste während seiner Zeit in der Rugby School. Im elitären britischen Schulwesen wurde der Schulunterricht in den Classics im 19./20. Jahrhundert als Studienvoraussetzung noch vor aufkommender Kritik geschützt. An den Hochschulen begann im Austausch mit den Universitäten in Deutschland und anderswo gleichzeitig die weitere Verwissenschaftlichung der einzelnen altertumswissenschaftlichen Disziplinen. Im britischen Hochschulwesen wurde aber stärker als auf dem Kontinent (wo man früh auf Spezialisierung setzte) der Nutzen interdisziplinärer Forschung betont, der sich im Studienangebot der Classics bis in die Gegenwart niederschlägt.
Die elitären Universitäten Oxford und Cambridge verlangten ab 1920 keine fächerunabhängigen Sprachkenntnisse mehr in Griechisch, ab den 1950er Jahren auch nicht mehr in Latein. Daraus folgte ein breiter Rückgang der Vorbereitung auf die Classics in den britischen Schulen. Inzwischen ist eine Ausbildung in Latein und Griechisch immer mehr ein hervorhebendes Kennzeichen kostspieliger privater Schulen, die Classics gelten daher als elitär. An vielen britischen, US-amerikanischen, kanadischen und australischen Hochschulen gibt es nach wie vor das Fach Classics.

## Einzelbelege
1. ↑  Paul Oskar Kristeller: Humanism. In: Minerva. Band 16, Nr. 4, 1978, ISSN 0026-4695, S. 586–595, doi:10.1007/BF01100334 (springer.com [abgerufen am 10. November 2020]).
2. ↑  Frank M. Turner: Victorian Classics. Sustaining the Study of the  Ancient World. In: Martin Daunton (Hrsg.): The Organisation of Knowledge in Victorian Britain. OUP/British Academy, 2005, ISBN 978-0-19-726326-6 (google.de [abgerufen am 6. Januar 2021]).
3. ↑  Christopher A. Stray: Culture and discipline: Classics and society in Victorian England. In: International Journal of the Classical Tradition. Band 3, Nr. 1, 1. Juni 1996, ISSN 1874-6292, S. 83, 85, doi:10.1007/BF02676905.
4. ↑  Oxford Classics: Teaching and Learning 1800-2000. Bloomsbury Publishing, 2013, ISBN 978-1-4725-3782-9 (google.de [abgerufen am 6. Januar 2021]).